# Léon Augustin Lhermitte

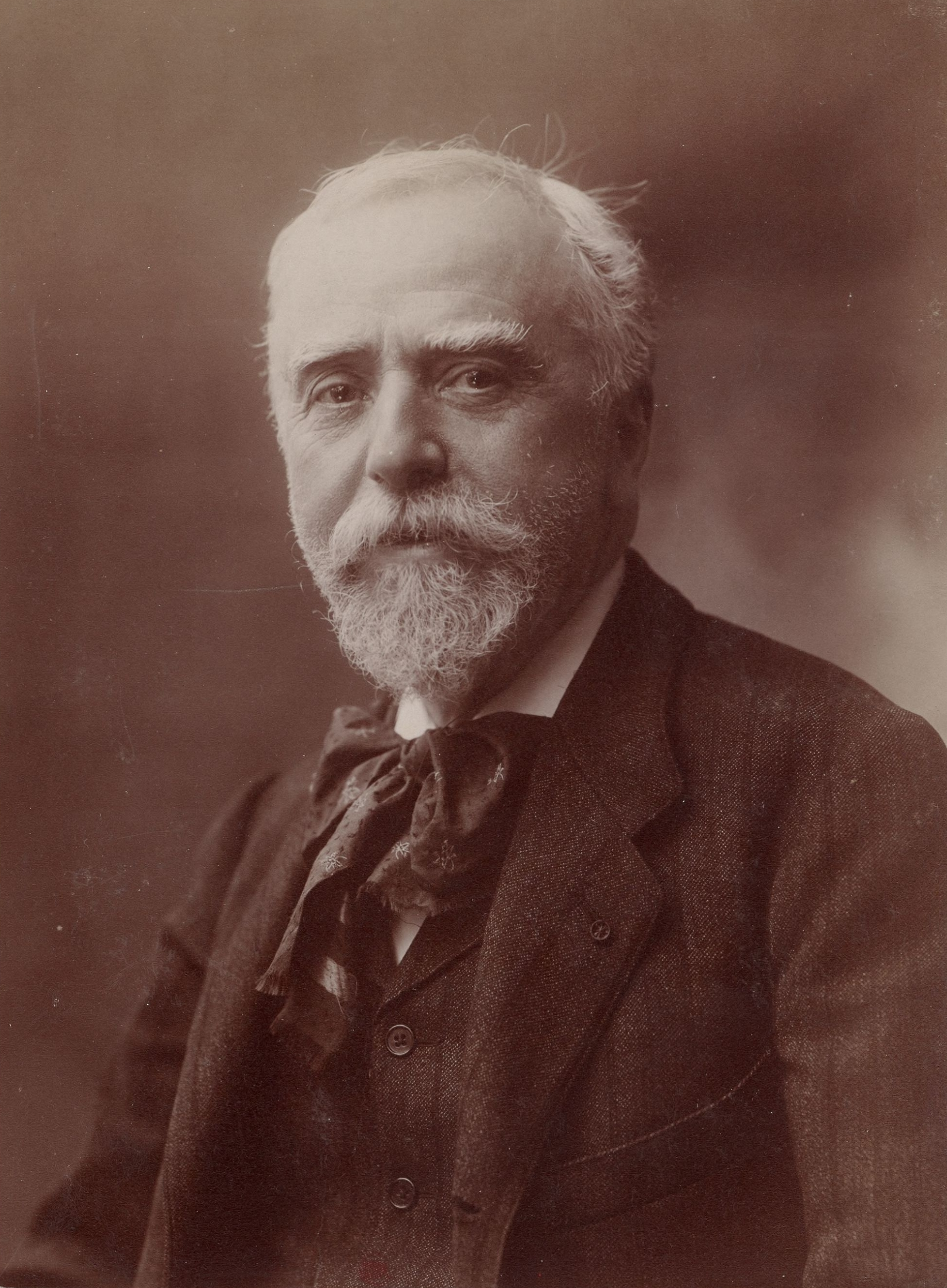
Léon Augustin Lhermitte fotograferad av Félix Nadar.

Léon Augustin Lhermitte, född 31 juli 1844, död 28 juli 1925, var en fransk konstnär som stilmässigt hör hemma inom realism.
Lhermitte anslöt sig till friluftsmåleriets principer och skildrade med förkärlek bondebefolkningens liv och arbetet på åker och äng, ofta med tillspetsad social tendens, såsom Döden och vedhuggaren (1895, tillhör franska staten) och Hos de fattiga (1905). Som konstnär stod Lhermitte Jules Bastien-Lepage nära, även om han avstod från allt lyriskt och mera betonade arbetets möda än dess poesi. Lhermitt är representerad på Göteborgs konstmuseum med Höskörd.